# Iljoesjin Il-96

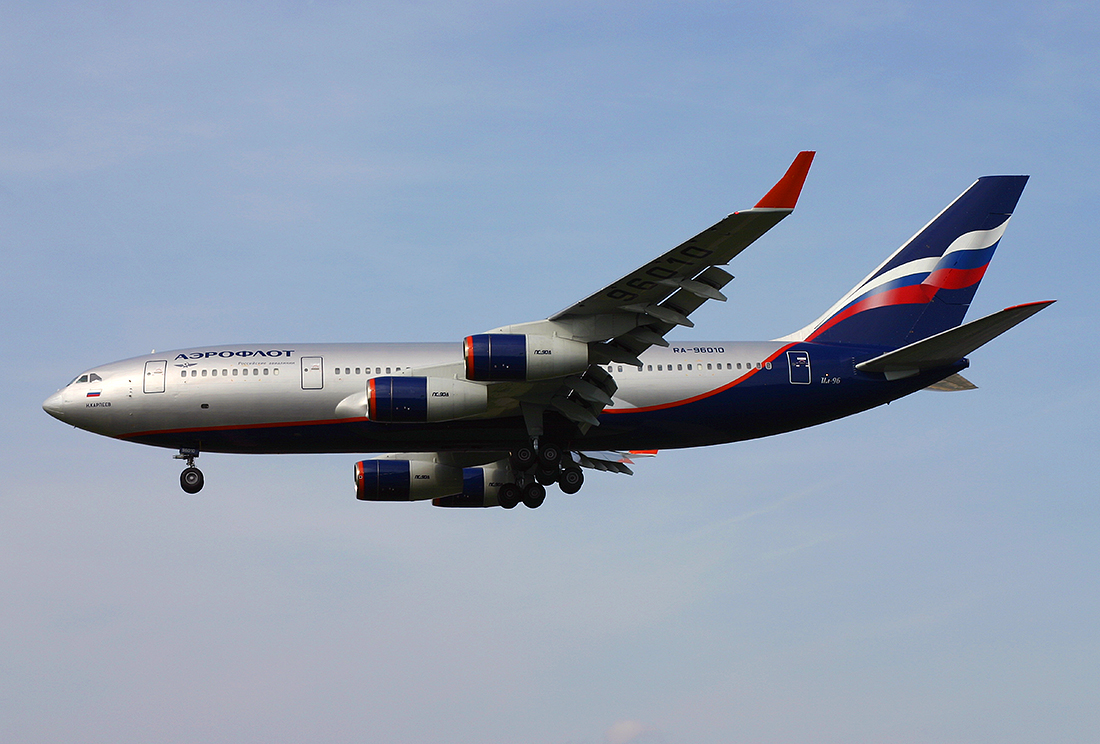
Il-96 van Aeroflot

De Iljoesjin Il-96 (Russisch: Ильюшин Ил-96) is een viermotorig Russisch widebody straalverkeersvliegtuig.
Het toestel is een verkleinde en modernere versie van het eerste Russische widebody verkeersvliegtuig, de Iljoesjin Il-86. De Il-96 maakt onder andere gebruik van hypermoderne vleugels, volledig glazen cockpit en fly-by-wire technieken. De eerste vlucht vond plaats in 1988 waarna certificatie volgde in 1992. Er zijn drie varianten van de Il-96 in productie, de Il-96-300, Il-96M/T en de Il-96-400. Het toestel wordt gebouwd door de United Aircraft Building Corporation.

## Il-96-300
De Il-96-300 is de oorspronkelijke versie van het toestel en is uitgerust met Aviadvigatel PS-90A-motoren. De ontwikkeling van dit model begon halverwege de jaren tachtig toen er in de Sovjet-Unie behoefte was aan een toestel dat veel passagiers over lange afstanden kon vervoeren. De nationale luchtvaartmaatschappij Aeroflot had al een bestelling geplaatst voor enkele tientallen toestellen, niet wetend dat voordat het toestel gecertificeerd zou zijn de hele Sovjet-Unie uit elkaar zou zijn gevallen. Daardoor bracht Aeroflot het aantal bestellingen terug tot zes.
Door een incident met de remmen van een van de toestellen van Poetin in Turku, Finland zijn alle Il-96's tussen 22 augustus en 3 oktober 2005 aan de grond gehouden. Daardoor is het vertrouwen in het toestel bij de Russische luchtvaartmaatschappijen gedaald.

## Il-96M/T
De Il-96M/T is een verlengde versie van de Il-96-300. Het toestel is met 10 meter verlengd en is 15 ton zwaarder. Het toestel is voorzien van westerse instrumenten en heeft ook westerse motoren van het type Pratt & Whitney PW2337. In de cockpit is geen boordwerktuigkundige nodig: twee piloten kunnen het toestel besturen.

## Il-96-400
De Il-96-400 is een versie van de Il-96M/T met Russische, in plaats van westerse instrumenten en motoren. Daardoor werd in eerste instantie het vliegbereik verkleind. Maar door het plaatsen van een modernere variant van de PS-90A-motor, de PS-90A2, kan het toestel nu even ver vliegen als de Il-96M/T.

## Gebruikers
De volgende toestellen zijn op dit moment in gebruik bij diverse luchtvaartmaatschappijen:
- Atlant-Soyuz Airlines (1 x Il-96-300C, 1 x Il-96-400)
- Cubana de Aviacion (3 x Il-96-300)
- Domodedovo Airlines (3 x Il-96-300)
- KrasAir (3 x Il-96-300)
- Russia State Transport Company (3 x Il-96-300)
- Vaso Airlines (1 x Il-96-300)